# 裸体毕业仪式
裸体毕业仪式，也称毕业门事件（韓語：졸업빵），是韩国一種欺凌毕业生的毕业庆祝晚会。 2010年2月13日，韩国京畿道高阳市一初中的毕业典礼仪式后发生，震惊了韩国社会。韩国总统李明博将该事件定性为“文化问题”，关注力促教育改革。

## 资料来源
1. ↑  . 2010-02-22  [2012-05-29]. （原始内容存档于2010-02-25）.